# ASPTT Mulhouse Volley-Ball 2013-2014
Questa voce raccoglie le informazioni riguardanti l'ASPTT Mulhouse Volley-Ball nelle competizioni ufficiali della stagione 2013-2014.

## Organigramma societario
Area direttiva
- Presidente: Gérard Reeb

Area tecnica
- Allenatore: Magali Magail

## Rosa
| N° | Nome              | Ruolo | Data di nascita  | Nazionalità sportiva |
| -- | ----------------- | ----- | ---------------- | -------------------- |
| 3  | Yulia Ferulik     | C     | 2 gennaio 1987   | Russia               |
| 4  | Ana Lazarević     | S     | 4 luglio 1991    | Serbia               |
| 5  | Marielle Bousquet | L     | 5 aprile 1985    | Francia              |
| 6  | Kristy Jaeckel    | S     | 12 ottobre 1989  | Stati Uniti          |
| 7  | Alexia Djilali    | S     | 27 ottobre 1987  | Francia              |
| 8  | Delphine Nercher  | L     | 19 marzo 1992    | Francia              |
| 9  | Kama Diarra       | S     | 25 maggio 1994   | Francia              |
| 10 | Lana Dabić        | P     | 9 luglio 1992    | Serbia               |
| 11 | Armelle Faesch    | P     | 26 dicembre 1981 | Francia              |
| 12 | Noémie Cely       | C     | 20 ottobre 1994  | Francia              |
| 14 | Petja Cekova      | S     | 13 ottobre 1986  | Bulgaria             |
| 16 | Alina Albu        | C     | 6 settembre 1983 | Romania              |